# Фиги (группа)
Фиги — российская панк-группа.

## История
Группа основана 19 ноября 1999 года из двух разных групп. Сначала группа называлась Фиг2 но потом музыканты решили, что Фиги звучит круче, и было принято решение, поменять название. Влияние на музыкантов группы оказали известные в середине 90-х панк-группы «Green Day» и «NOFX».
Первый альбом был записан в 2001 году, в этом же году композиция «За что я тебя любил?» попала в сборник «Типа панки и все такое!…».
Первые альбомы группы заставили музыкальных критиков сравнивать коллектив с такими известными командами, как «НАИВ», «Тараканы» и «Элизиум». Группа также записала несколько кавер-версий известных песен, после чего её лидер Олег Иваненко был приглашён в качестве второго вокалиста и гитариста в известную группу «Приключения Электроников», с которой, в том числе, перепел хит группы «Самоцветы» «Всё, что в жизни есть у меня».
Музыканты пишут песни не только для своей группы, но и для других исполнителей. Например, для Юлиана была написана песня «Суета», названная исполнителем «рок-частушкой», на которую позже был снят клип.

## Дискография

### Студийные альбомы
- 2001 — «Пьяное, счастливое детство» (переиздавался в 2005)
- 2002 — «Сплит Punk United»
- 2005 — «На Грани!»
- 2008 — «Мир обречён»
- 2012 — «Ва-Банк»
- 2017 — «Бегство»
- 2022 — «Улица-1»
- 2023 — «Улица-2»

### Макси-синглы
- 2011 — «Босиком по небу»
- 2015 — «Бухаю»

### Синглы
- 2022 — «Герой» (feat. План Ломоносова)

## Состав
- Олег Иваненко — гитара, вокал
- Дмитрий Крейдич — бас-гитара, вокал
- Юрий «Дич» Войнич — барабаны
- Михаил Круглов — гитара, бэк-вокал
- Рашед Афанасьев — тексты

## Клипы
- Весна (2003)
- Собака (2003)
- На взводе(2011)